# August Zielfeldt
Johan August Zielfeldt, född 7 april 1822 i Malmö, död 8 juni 1882 i Malmö, var en svensk målarmästare och dekorationsmålare.
Han var styvson till fanjunkaren Johan Peter Zielfeldt(er), vilken gav honom sitt efternamn, och son, tillsammans med tre bröder, till Elna Pehrsdotter f. Rothlieb. Han var gift med Amalia Broberg samt far till August Teodor Gottfrid Zielfeldt, Emma Josefina Amalia, Adolf Wilhelm Reinhold, Otto Ludvig Konstantin och Alma Elina Kristina Zielfeldt och var farfar till Gerda Zielfeldt. Han studerade i sin ungdom vid Konstakademien i Stockholm och var efter studierna verksam med stor framgång som yrkes- och dekorationsmålare i Malmö. I mars 1876 ingick han samarbete med Louis Aron Joachim Asp, dekorationsmålare och konstnär, bror till Skånska Dagbladets grundare Rudolf Asp, i sin Målerifirma. Bägge blev uppskattade och eftersökta i Malmö inom sitt yrke. I juni 1877 gifte sig Louis Asp med August Zielfeldts dotter Alma Zielfeldt.